# Asamblea Constituyente Ucraniana
La Asamblea Constituyente Ucraniana — (Українські Установчі Збори o УУЗ) fue una asamblea legislativa elegida y constituyente de la nación ucraniana, con la tarea de realizar y aprobar la constitución del estado ucraniano.
Las dificultades de entendimiento con la Rada Central Ucraniana (Української Центральної Ради o УЦР) con el Gobierno Provisional Ruso, no permitió la posibilidad de alcanzar una completa autonomía, induciendo a las formaciones políticas ucranianas desmarcarse de la idea de una Asamblea Constituyente Ucraniana. Aun en la 1ª Proclama Universal de la Rada Central Ucraniana, esta proclama que solo la “Asamblea Ucraniana de todas las Naciones” tiene la potestad de aprobar todas las leyes para establecer el orden y la paz en Ucrania.
La Rada Central Ucraniana dedicó 6 sesiones para organizar las elecciones a la Asamblea Constituyente Ucraniana y su convocatoria. Una decisión tomada sobre la Asamblea Constituyente Ucraniana, provocó una dura reacción de los “centralistas rusos” contra la Rada Central Ucraniana, encabezados por los kadetes, que como forma de protesta abandonaron la misma. Después de esto, a principios de septiembre, y en contra de la convocatoria de la Asamblea Constituyente Ucraniana, protestan los Socialdemócratas rusos (Mencheviques), Socialistas Revolucionarios rusos y el Bund judío, afirmando que la Asamblea Constituyente Ucraniana era un intento de separación de Ucrania de la República Rusa. Con este panorama negativo, la Rada Central Ucraniana conforma la Pequeña Rada, adoptando una posición de compromiso, intentando compatibilizar el derecho de autodeterminación de Ucrania por medio de la Asamblea Constituyente Ucraniana, y el principio de unicidad con la República Federal Rusa, que la Asamblea Constituyente Rusa debería reconocer.
El 12 de octubre de 1917, la Rada Central Ucraniana aprobó las bases para llevar a cabo las elecciones a la Asamblea Constituyente Ucraniana, y encarga a la Pequeña Rada la final aprobación de la ley y organización de la votación.
En la 3ª Proclama Universal de la Rada Central se determina el día de las elecciones el 9 de enero de 1918, y la fecha del conteo para el 22 de enero de 1918, haciendo que la Asamblea Constituyente Ucraniana emane de la Rada Central Ucraniana. La elección a la Asamblea Constituyente Ucraniana se lleva a cabo bajo los principios de voto secreto y directo, con la observancia del principio de representación proporcional. Las personas tenían el derecho activo y pasivo en la elección, y para ambos sexos, con una edad superior a 20 años. Se debían elegir 301 miembros (1 diputado por cada 100 mil personas). El Comité Electoral estaba dirigido por V. Moroz.
Solo los distritos no ocupados de Ucrania, que constituye el 70% del censo, se eligen 171 de los 301 diputados. La Rada Central Ucraniana decreta no tomar más decisiones importantes (proclamación de la independencia de la República Popular de Ucrania) hasta que la Asamblea Constituyente Ucraniana, como dice la 4ª Proclama Universal de la Rada Central se lleven a cabo, haciendo las labores de gobierno, finalizando con la elección de la Asamblea Constituyente Ucraniana. Sin embargo, hechos posteriores permiten descartar esta opción, y no llevar a cabo la Asamblea Constituyente Ucraniana.